# Russell MacLellan
Russell Gregoire MacLellan, C.R., B.A., LL.B. (né à Halifax (Nouvelle-Écosse) le 16 janvier 1940) est un homme politique canadien qui fut premier ministre de la Nouvelle-Écosse de 1997 à 1999.

## Biographie
D'abord élu à la Chambre des communes du Canada lors de l'élection fédérale de 1979 dans la circonscription de Cape Breton—The Sydneys, il siège comme député libéral jusqu'en 1997, quand il devient chef du Parti libéral de la Nouvelle-Écosse et premier ministre de la province après que John Savage fut forcé de démissionner à cause de mécontentement au sein de son parti et des sondages d'opinion défavorables. MacLellan tenta de sauver le gouvernement libéral, mais son gouvernement fut défait aux urnes en 1999. Il continua à siéger en tant que député à la législature provinciale jusqu'à sa démission en 2001.